# 奥宗 (阿尔代什省)
奥宗（法語：Ozon，法語發音：[ozɔ̃]）是法国阿尔代什省的一个市镇，属于罗讷河畔图尔农区。

## 地理
奥宗（45°9'57"N, 4°48'10"E）面积8.32 平方千米，位于法国奥弗涅-罗讷-阿尔卑斯大区阿尔代什省，该省份为法国东南部内陆省份，北起顺时针与卢瓦尔省、伊泽尔省、德龙省、沃克吕兹省、加尔省、洛泽尔省和上盧瓦爾省接壤。
与奥宗接壤的市镇（或旧市镇、城区）包括：罗讷河畔阿拉斯、埃克拉桑、萨拉、蓬萨、圣瓦利耶、罗讷河畔塞尔沃。
奥宗的时区为UTC+01:00、UTC+02:00（夏令时）。

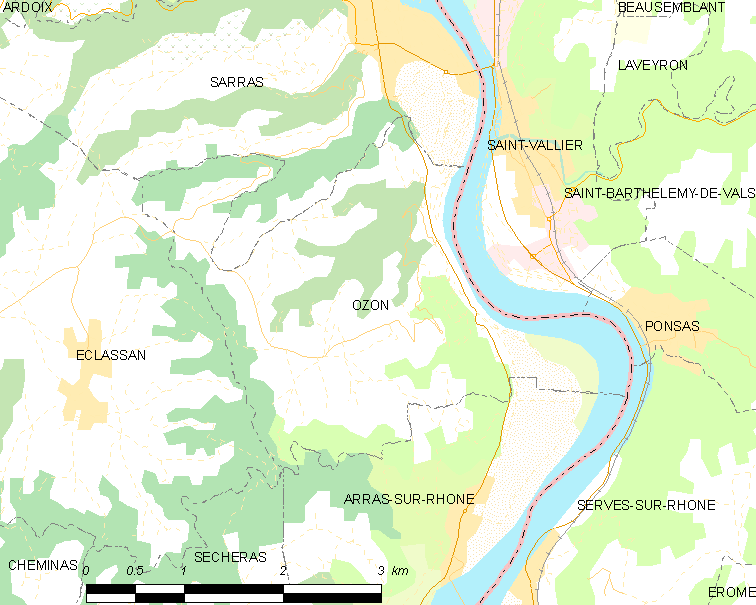
奥宗的OSM定位图

## 行政
奥宗的邮政编码为07370，INSEE市镇编码为07169。

## 政治
奥宗所属的省级选区为萨拉县。

## 人口

1962-2008年间奥宗人口变化图示

奥宗于2022年1月1日时的人口数量为386人。